# Foros
Foros (in rus. Форос) este o stațiune balneară de pe Coasta de Sud a Crimeii, în raionul Ialta din Republica Autonomă Crimeea (Ucraina). Are 2,2 mii locuitori. Forosul este apreciat pentru peisajul natural precum și pentru monumentele de arhitectură, printre care se remarcă Biserica Înălțării Domnului (sec. XIX), construită pe o stîncă abruptă ce domină orașul, și palatul Kuznețov (sec. XIX) cu un parc peizager extins și extrem de bogat (peste 200 de specii de arbori). La Foros se află și reședinta maritimă a președinților Ucrainei (anterior utilizată ca reședință maritimă a Secretarilor Generali ai PCUS).

## Demografie
Componența lingvistică a așezării de tip urban Foros
     Rusă (84,9%)
     Ucraineană (14,1%)
     Alte limbi (0,77%)
Conform recensământului din 2001, majoritatea populației așezării de tip urban Foros era vorbitoare de rusă (84,9%), existând în minoritate și vorbitori de ucraineană (14,1%).